# Abbott (Buenos Aires)
Abbott é uma localidade argentina da província de Buenos Aires, localizada no partido de Monte.

## População
Conta com 511 habitantes (INDEC, 2001), o que representa um crescimento de 3,23% em relação aos 495 habitantes (INDEC, 1991) do censo anterior. 